# Joseph Streiter

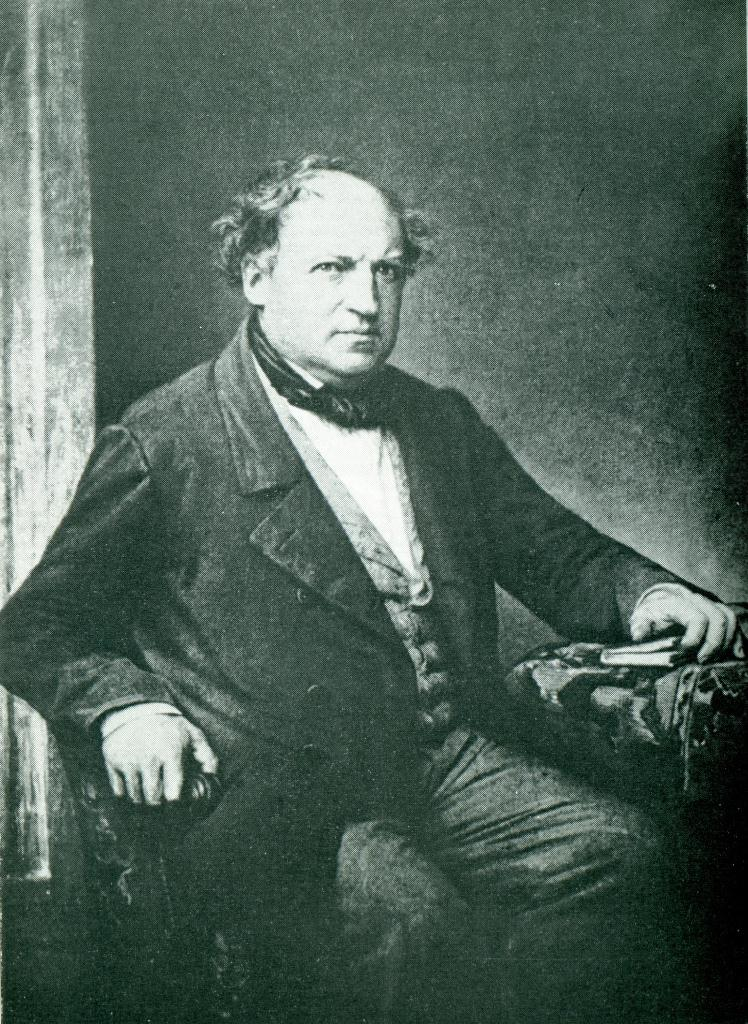
Joseph Streiter

Joseph Streiter (auch: Josef Johann Alois Bernhard Maria Streiter; * 4. Juli 1804 in Bozen; † 17. Juli 1873 auf dem Ansitz Unterpayrsberg, Bozen) war Bürgermeister von Bozen und Landtagsabgeordneter des Tiroler Landtags. Im Kulturkampf galt er als Exponent der fortschrittlichen Liberalen.

## Leben
Joseph Streiter stammte aus dem Bozner Patriziat. Seine Eltern waren Bernhard Dominikus Streiter und Louise von Tschiderer. Sein Vater verstarb bereits 1809, sein Onkel Johann Nepomuk von Tschiderer (ab 1835 Fürstbischof von Trient) nahm Einfluss auf seine Erziehung.
Nach einer privaten Erziehung durch Hauslehrer besuchte er zunächst das Franziskanergymnasium in Bozen, dann das Benediktinergymnasium in Meran. Noch vor der Beendigung seines Studiums der Rechtswissenschaften an den Universitäten Innsbruck und Padua (Promotion 1828) heiratete er 1827 die Innsbrucker Arzttochter Johanna Holer. Aus dieser Ehe gingen sechs Kinder hervor.
Da der Zugang zum Anwaltsberuf beschränkt war – nur wenn Kanzleien aufgrund von Krankheit, Tod oder freiwilliger Auflassung frei wurden, konnte man Anwalt werden –, musste Streiter zunächst in Cavalese tätig werden, ehe in Bozen eine Advokatenstelle frei wurde. Dort wirkte er dann 24 Jahre lang als Rechtsanwalt.
Am 1. Oktober 1837 starb seine Frau im Alter von nur 35 Jahren. 1845 heiratete er seine langjährige Haushälterin Anna von Kapeller.
Streiter lebte auf dem von seinem Vater ererbten Weingut, dem Ansitz Unterpayrsberg in Zwölfmalgreien.
1850 bis 1860 war er Vorsteher der Gemeinde Zwölfmalgreien, ab 1861 Bürgermeister von Bozen. Von 1870 bis 1872 war er Mitglied des Tiroler Landtags. Sein Kampf galt seit jeher dem ultramontanen Klerikalismus und der Beschränkung der freien Meinungsäußerung durch die Zensur. Das seine Handschrift tragende Bozner Lichtfest vom 10. November 1861 markierte einen Höhepunkt im Tiroler Kulturkampf.
Streiter betätigte sich auch literarisch und schrieb zahlreiche Gedichte. Das Albert-Stolz-Gemälde Dr. Joseph Streiter und sein Freundeskreis im Keller des Bozner Rathauses zeigt ihn mit Jakob Fallmerayer, Adolf Pichler, Vinzenz Gredler, Franz Defregger, Ignaz Zingerle, Gustav Seelos, Walpurga Schindl und Viktor von Scheffel.
Streiter ist die Dr.-Streiter-Gasse in der Bozner Innenstadt gewidmet, die nördlich der Lauben verläuft. Außerdem trägt eine Siedlung im Oswaldweg, der zu Streiters früherer Gemeinde Zwölfmalgreien gehört, den Namen „Streitergarten“.